# Tony Devon
Tony Devon, né le 5 décembre 1951 à Philadelphie, (Pennsylvanie, États-Unis), et mort le 26 février 2022, est un acteur et producteur américain.

## Filmographie

### comme acteur
- 1980 : La Mano negra : Franco "Mad Dog" Portelli
- 1980 : Big Blonde (TV) : The Waiter
- 1981 : Blow Out : Sailor's friend
- 1982 : Santa and Son (TV) : Dad
- 1982 : The Sub Shop : The Store Customer
- 1982 : Fighting Back : Neighbor
- 1982 : Amityville 2 : Le Possédé (Amityville II: The Possession) : The Coroner
- 1983 : Avis de recherche (Without a Trace) de Stanley R. Jaffe : Officier de police
- 1983 : La Valse des pantins (The King of Comedy) : Plainclothesman
- 1983 : Found Money (TV) : Mr. Jay the Weatherman
- 1983 : O'Malley (TV) : Wilson
- 1984 : The House of God : Young Intern
- 1984 : Death Mask : The Jogger
- 1985 : L'Honneur des Prizzi (Prizzi's Honor) : The Best Man
- 1985 : Hometown (série TV) : Tony The Bartender
- 1986 : Whatever It Takes : Eren's love Interest
- 1988 : Putz : Marty
- 1989 : Cookie : Body Guard
- 1989 : The Lemon Sisters : L'employé au bureau des réservations
- 1990 : Waiting for Dark : Dr. Mason
- 1990 : Drôle d'amour (Funny About Love) : Angry Driver
- 1990 : Le Parrain 3 (The Godfather: Part III) : Mob Family Lawyer At The Church
- 1993 : As Long As You're Alive : Clinton
- 1993 : The Adventures of the Devil's Pulpit : Rev. Lacy
- 1993 : Philadelphia : Security Guard
- 1994 : Aju teukbyeolhan byeonshin : George Hill
- 1995 : Instant de bonheur (Two Bits) : Lover Boy
- 1997 : Telling Lies in America : Danny Hogan
- 1998 : Jungle City : Jake Roselli
- 1998 : Studio 54 (54) : IRS Agent
- 1998 : Belly : FBI Agent
- 1999 : The F.B.I. Files (série TV) : Detective Bill Madden
- 1999 : The Lottery : Agent Bill Jones
- 1999 : The Family Dog (TV) : Carl
- 1999 : Dead Man's Tango : Dale
- 1999 : Premier Regard (At First Sight) : The Hockey Fan
- 1999 : Net Force (TV) : White House Guard Jansen
- 1999 : The Sterling Chase : Mr. Marino
- 2000 : They Walk Among Us : Charlie
- 2000 : The Disintegration of a Boy Band : Jerry Orlando
- 2000 : The Reappearance of Homer Pitts (vidéo) : Mr. Pitts
- 2000 : Animal Factory : The Prison Inmate
- 2000 : Just for the Time Being : Balloon Man
- 2000 : Au nom d'Anna (Keeping the Faith) : Jewish Neighbor
- 2001 : Better Days (vidéo) : Burt
- 2001 : The Strike Zone (vidéo) : Detective Nardini
- 2001 : La Compagnie des autres (The Business of Strangers) : The Bartender
- 2001 : Please Don't Burn My Beaver : TV Anchorman
- 2001 : Prison Song : Prison Guard Lawrence
- 2001 : The Demo Crew : Sarge
- 2001 : Navy SEALS: The Untold Stories (feuilleton TV) : Lt. Col. Iceal Hambleton
- 2002 : Recipe for Disaster (TV) : Carlos
- 2002 : Dreams of Gold : Dr. Burster
- 2002 : Dirty River Dancing : Walt
- 2002 : Monday Night Mayhem (TV) : Al Davis
- 2002 : La 25e Heure (25th Hour) : Agent Allen
- 2003 : Filles de bonne famille (Uptown Girls) : Limo Driver
- 2004 : Mafioso: The Father, the Son : Louie Eggs
- 2004 : Letting Go (TV) : Ray Mitchell
- 2004 : Murder Below the Line : Mr. Porter
- 2005 : Bocce Balls : Andy Balsalo
- 2005 : Rosario : Billy
- 2005 : Wait a Minute : Pretty Magano
- 2005 : Mort : Dr. Rob
- 2006 : Annapolis : Shipbuilder
- 2006 : 10th and Wolf : Sicilien
- 2006 : Sexy Dance (Step Up) : Defense Attorney
- 2006 : El Cantante : Record Executive
- 2006 : Rocky Balboa : Neighbor
- 2007 : Brooklyn Rules de Michael Corrente :
- 2015 : Creed : L'Héritage de Rocky Balboa (Creed) de Ryan Coogler

### comme producteur
- 2004 : Murder Below the Line
- 2005 : Wait a Minute